# Torii Hunter

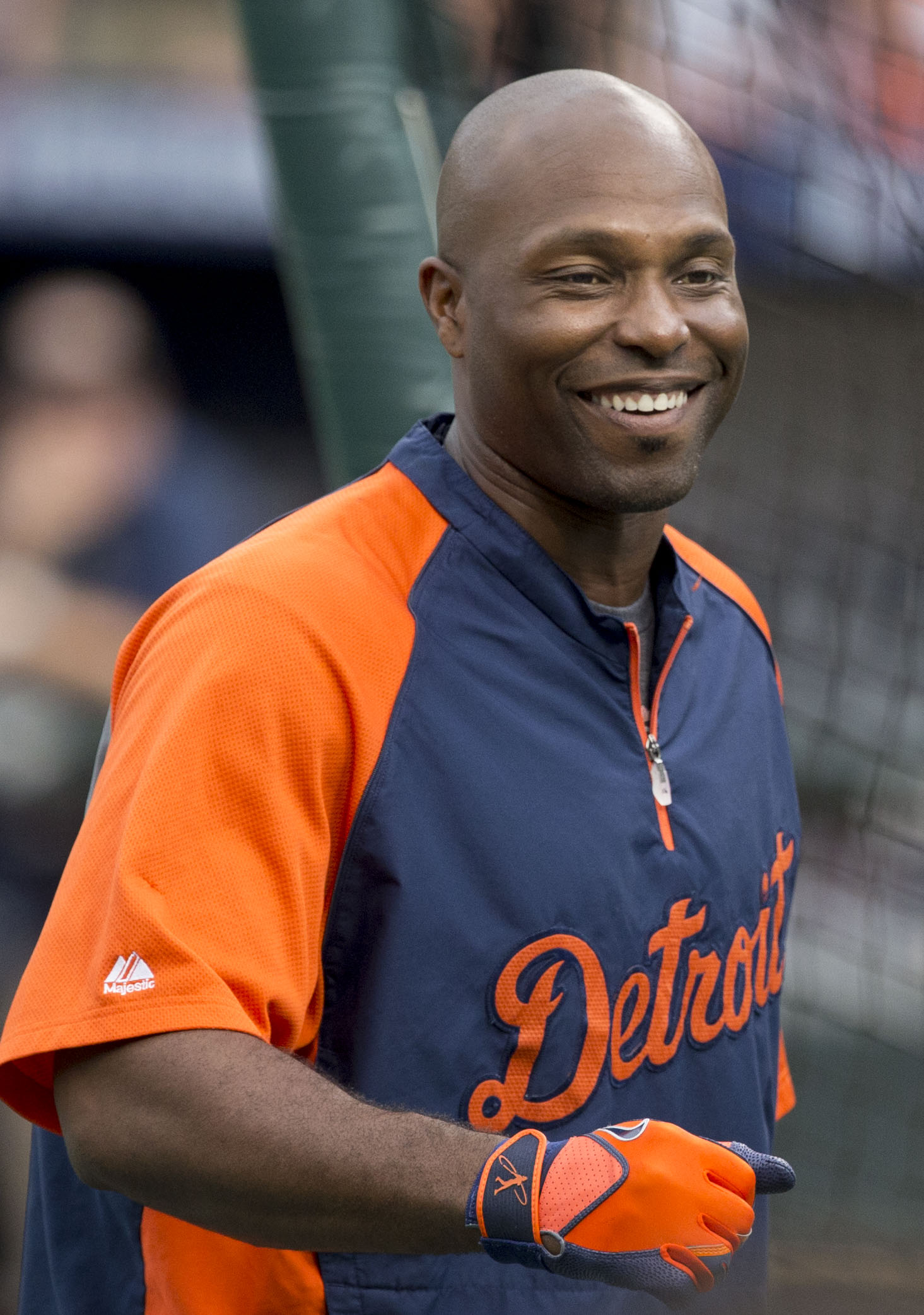
Torii Hunter i Detroit Tigers dräkt 2014.

Torii Kedar Hunter, född den 18 april 1975 i Pine Bluff i Arkansas, är en amerikansk före detta professionell basebollspelare som spelade som centerfielder och rightfielder för Minnesota Twins, Los Angeles Angels of Anaheim och Detroit Tigers i Major League Baseball (MLB) mellan 1997 och 2015.
Hunter draftades av Minnesota Twins i 1993 års MLB-draft.
Hunter vann nio Gold Glove Awards och två Silver Slugger Awards.